# Melaleuca cheelii
Melaleuca cheelii är en myrtenväxtart som beskrevs av Cyril Tenison White. Melaleuca cheelii ingår i släktet Melaleuca och familjen myrtenväxter. Inga underarter finns listade i Catalogue of Life.